# 康斯特大學
康斯特大学（Constructor University）是位于德国不来梅市北部费格萨克区（Vegesack）的一所国际私立寄宿制大学。
該大学是一所以英语作为授课语言的高等教育机构。学校遵循德国学分制（1为最高分，5为最低分），和其他德国公立和私立大学一样，本科学制为三年。

## 历史
不来梅市的参议院将不来梅北部的罗兰兵营（Roland Barracks），一所1990年代中期的军事物流学院，转为科研机构。
2007年2月，由於雅各布基金会巨额的捐赠，不来梅国际大学改名为不来梅雅各布大学。
2022年更名为康斯特大学。